# Yana

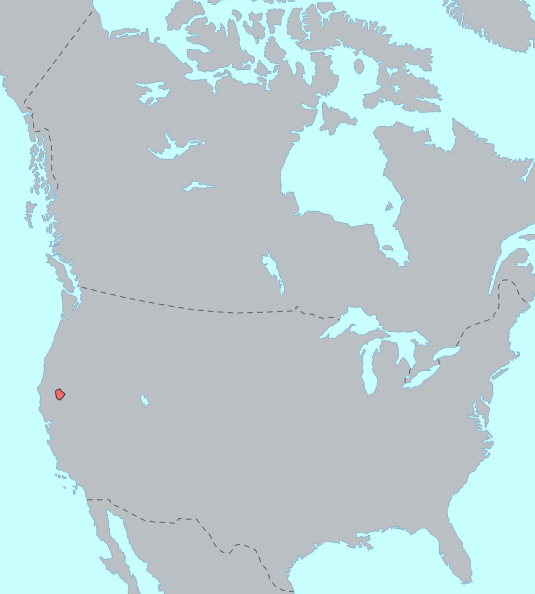
Yana

Yana (nazwa własna Yä-nä czyli „lud”) – plemię Indian Ameryki Północnej, zamieszkujące do roku 1864 w górnych partiach Doliny Sacramento w Kalifornii. Ich liczebność nie przekraczała zapewne 2 000 osób. Posługiwali się językiem z rodziny hokańskiej.

## Historia
Członkowie meksykańskiej ekspedycji kalifornijskiej z roku 1821 byli zapewne pierwszymi, którzy zetkęli się z Yanami. Traperzy związani z Kompanią Zatoki Hudsona stykali się z nimi od roku 1828, a co najmniej kilku Meksykanów uzyskało od nich zgodę na uprawę ziemi w tym samym mniej więcej czasie. Pierwsi Amerykanie pojawili się na ich terenach około roku 1845. W końcu lat 1840. rozpoczęły się pierwsze utarczki, spowodowane głównie tym, że poszukiwacze złota penetrowali teren nie pytając Indian o zgodę. Zdarzały się nawet ataki wojska na wioski Yanów (np. atak Johna C. Frémonta w roku 1846), a w miarę wybijania zwierzyny zaczęły się rabunkowe wypady Yanów na siedliska białych w poszukiwaniu żywności.

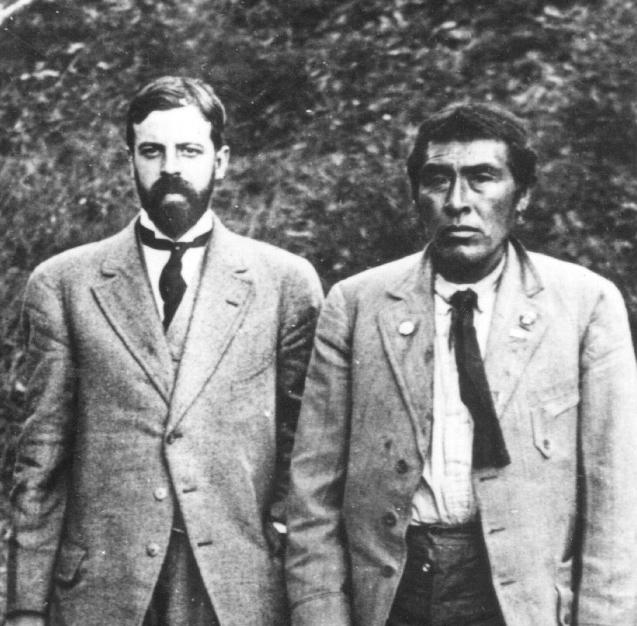
Iszi z antropologiem Alfredem L. Kroeberem

W roku 1864 Yanowie zostali wybici niemal do nogi podczas napaści i masakr organizowanych przez osadników i szukających złota górników. Głód i epidemie dopełniły reszty.
Prawdopodobnie nikt z Yanów nie przeżył poza młodym mężczyzną imieniem Iszi (jego żyjący wysoko w górach szczep nosił nazwę Yahi), który w roku 1911 zszedł z gór jako ostatni żyjący członek plemienia. Według jego relacji masakrę przeżył jedynie tuzin (on sam miał wtedy sześć lat) Indian, z czego czworo przetrwało w niedostępnym terenie do roku 1908; troje zmarło wkrótce potem w krótkich odstępach czasu i Iszi został sam. Otoczony troskliwą opieką naukowców Iszi odzyskał siły, po czym żył jeszcze parę lat i pracował dla Muzeum Antropologicznego w San Francisco, ale zmarł w roku 1916 na gruźlicę, na którą - jak większość Indian - był zupełnie nie uodporniony. Jego ogromną zasługą było przekazanie nauce informacji o tym, jak żyli prymitywni łowcy i zbieracze dalekiego zachodu dzisiejszych Stanów Zjednoczonych.
Wraz ze śmiercią Iszi'ego plemię Yanów całkowicie wymarło, chociaż nie jest wykluczone, że jacyś ich potomkowie - wymieszani z innymi Indianami Kalifornii - żyją do dzisiaj.

## Obyczaje
Yanowie mieszkali w wioskach, które były satelitami wioski głównej, gdzie mieszkał wódz obdarzony wielką władzą. On odprawiał główne modlitwy, wygłaszał doroczne mowy ceremonialne, miał prawo do posiadania dwóch żon i utrzymywany był przez społeczność plemienną.
Szamani Yanów, zwykle mężczyźni, byli szkoleni przez starszych szamanów, którzy przekazywali im całą wiedzę tajemną. Popełniający błędy szaman mógł zostać wygnany lub nawet zabity. Szamani używali w leczeniu pewnych ziół i naparów.
Dziewczęta przechodziły znacznie bardziej niż chłopcy skomplikowany rytuał inicjacji. Małżeństwa były kojarzone zazwyczaj przez rodziców. Obowiązywały nakazy tabu w odniesieniu do teściowych (Iszi nie zdołał do końca wytłumaczyć jakie). Zmarłych kremowano, zaszytych w jelenie skóry, przeważnie na cztery dni po zgonie, wraz z przedmiotami osobistego użytku. Zdarzało się, że palono także domostwa zmarłych.
Większość Yanów zamieszkiwała w wielorodzinnych ziemiankach, ale szczepy z południa wolały kopulaste chaty kryte korą drzew. Dom zebrań znajdował się tylko w głównej wiosce. Podczas polowań łowcy spędzali noce w szałasach z chrustu lub też w jaskiniach.
Podstawę pożywienia były żołędzie, ryby i dziczyzna. Po sporządzeniu mąki z żołędzi używano jej do potraw z dodatkiem mięsa, jagód i korzeni. Kobiety zbierały i preparowały jagody, bulwy, korzenie, a nawet szarańczę. Mężczyźni polowali na sarny, jelenie i dzikie króliki. Łososie pieczono na rozżarzonych kamieniach, smażono na wolnym ogniu lub suszono na zimę.
Yanowie polowali używając głównie łuków. Na ryby stosowano zarówno lekkie oszczepy, jak i sieci bądź pułapki. Z innymi plemionami handlowali skórami, solą, koszami wyplatanymi przez kobiety. Importowali obsydian, strzały i ostrza strzał, a także nadmorskie muszle.
Kobiety nosiły zazwyczaj przepaski biodrowe (bogatsze ozdabiały je muszlami i aplikacjami z ludzkich włosów), mężczyźni albo przepaski, albo leginsy ze skór jelenich. Obie płci nosiły kolczyki w uszach.